# Hueikaeana dohrni
Hueikaeana dohrni är en insektsart som först beskrevs av Brunner von Wattenwyl 1891.  Hueikaeana dohrni ingår i släktet Hueikaeana och familjen vårtbitare. Inga underarter finns listade i Catalogue of Life.